# Izimarino
Izimarino (en ruso: Изимарино; en baskir: Изимари, İzimari) es una localidad rural en Tynbayevsky Selsoviet, distrito de Mishkinsky, Baskortostán, Rusia. La población era de 312 habitantes en 2010. Hay 3 calles.

## Geografía
Izimarino se encuentra a 52 km al oeste de Mishkino (el centro administrativo del distrito) por carretera. Toktarovo es la localidad rural más cercana.